# Външна политика на СССР
При основаването си, Съветският съюз е считан за маргинална страна от повечето други държавни управления поради комунистическите си опори, и в този смисъл не получава дипломатически признаване от повечето държави. След по-малко от четвърт век по-късно, страната има не само установени отношения с повечето страни по света, но също така е прераснала във Велика сила.
До 1945 г. СССР, един от основателите на Организацията на обединените нации (ООН), е един от петте постоянни членки на Съвета за сигурност на ООН, което му позволява да наложи вето на резолюциите на Съвета за сигурност. През Студената война Съветският съюз се бори със Съединените американски щати (САЩ) за геополитическо влияние; тази борба се проявява в създаването на множество договори и пактове, занимаващи се с военни алианси и икономически и търговски договори, както и с борби, водени от подпомогнати, трети страни.
Външното министерство на СССР направлява съветската външна политика. Андрей Громико е съветски министър на външните работи в рамките на почти 30 години.